# Пенькі (Радомський повіт)
Пенькі (пол. Pieńki) — село в Польщі, у гміні Ілжа Радомського повіту Мазовецького воєводства.
Населення — 66 осіб (2011).
У 1975—1998 роках село належало до Радомського воєводства.

## Демографія
Демографічна структура станом на 31 березня 2011 року:
|          | Загалом | Допрацездатний вік | Працездатний вік | Постпрацездатний вік |
| -------- | ------- | ------------------ | ---------------- | -------------------- |
| Чоловіки | 30      | 7                  | 19               | 4                    |
| Жінки    | 36      | 5                  | 23               | 8                    |
| Разом    | 66      | 12                 | 42               | 12                   |